# Setanggor (Sukamulia)
Setanggor is een bestuurslaag in het regentschap Oost-Lombok van de provincie West-Nusa Tenggara, Indonesië. Setanggor telt 4171 inwoners (volkstelling 2010).